# العلاقات الجنوب سودانية البيلاروسية
العلاقات الجنوب سودانية البيلاروسية هي العلاقات الثنائية التي تجمع بين جنوب السودان وروسيا البيضاء.

## مقارنة بين البلدين
هذه مقارنة عامة ومرجعية للدولتين:
| وجه المقارنة                                              | جنوب السودان                  | روسيا البيضاء                    |
| --------------------------------------------------------- | ----------------------------- | -------------------------------- |
| المساحة (كم2)                                             | 619.75 ألف                    | 207.60 ألف                       |
| عدد السكان (نسمة)                                         | 12.58 مليون                   | 9.50 مليون                       |
| الكثافة السكانية (ن./كم²)                                 | 20.3                          | 45.76                            |
| العاصمة                                                   | جوبا                          | مينسك                            |
| اللغة الرسمية                                             | لغة إنجليزية                  | اللغة البيلاروسية، اللغة الروسية |
| العملة                                                    | جنيه جنوب سوداني، جنيه سوداني | روبل بلاروسي                     |
| الناتج المحلي الإجمالي (بليون دولار)                      | 2.90 مليار                    | 54.44 مليار                      |
| الناتج المحلي الإجمالي (تعادل القوة الشرائية) بليون دولار | 22.88 مليار                   | 168.35 مليار                     |
| الناتج المحلي الإجمالي الاسمي للفرد دولار أمريكي          | 73                            | 5.74 ألف                         |
| الناتج المحلي الإجمالي للفرد دولار أمريكي                 | 2.02 ألف                      | 18.18 ألف                        |
| مؤشر التنمية البشرية                                      | 0.467                         | 0.798                            |
| رمز المكالمات الدولي                                      | +211                          | +375                             |
| رمز الإنترنت                                              | .ss                           | .by، .бел                        |
| المنطقة الزمنية                                           | ت ع م+03:00                   | ت ع م+03:00                      |

## منظمات دولية مشتركة
يشترك البلدان في عضوية مجموعة من المنظمات الدولية، منها:
| علم المنظمة | اسم المنظمة                               | تاريخ انضمام جنوب السودان | تاريخ انضمام روسيا البيضاء |
| ----------- | ----------------------------------------- | ------------------------- | -------------------------- |
|             | مؤسسة التمويل الدولية                     | 18 أبريل 2012             | 2 نوفمبر 1992              |
|             | الأمم المتحدة                             | 14 يوليو 2011             | 24 أكتوبر 1945             |
|             | الاتحاد الدولي للاتصالات                  | 3 أكتوبر 2011             | 7 مايو 1947                |
|             | منظمة الشرطة الجنائية الدولية             | ?                         | ?                          |
|             | البنك الدولي للإنشاء والتعمير             | 18 أبريل 2012             | 10 يوليو 1992              |
|             | الاتحاد البريدي العالمي                   | ?                         | ?                          |
|             | المركز الدولي لتسوية المنازعات الاستشارية | 18 مايو 2012              | 9 أغسطس 1992               |
|             | وكالة ضمان الاستثمار متعدد الأطراف        | 18 أبريل 2012             | 3 ديسمبر 1992              |
|             | يونسكو                                    | 27 أكتوبر 2011            | 12 مايو 1954               |

## وصلات خارجية
- موقع وزارة الخارجية الجنوب سودانية
- موقع وزارة الخارجية البيلاروسية